# No Party for Cao Dong
No Party For Cao Dong (kinesiska: 草東沒有派對) är ett indierockband från Taiwan som för närvarande består av Wood Lin (sång och gitarr), Judy Chan (gitarr), Sam Yang (bas), och Huang Shih-wei (trummor).

## Historia

### 2012-2014: Bandet bildas
Gitarrister och sångare Wood Lin och Judy Chan träffade varandra på gymnasiet och förblev vänner under sin tid på Taipei National University of the Arts. 2012 startade de ett band med skolkamraterna Lee You på bas och Huang Shih-Wei på trummor, och döpte det till "Party at Cao Dong Street" (草東街派對). Namnet kom från en väg med samma namn (CaoDong Street) i Shilin-distriktet, Taipei, där de ofta umgicks; Lin åkte skateboard där medan Chan sprang bredvid honom för att gå ner i vikt. Inledningsvis spelade de en stil av elektronisk rock med inspiration från Two Door Cinema Club, och uppträdde vid olika evenemang inom och utanför deras campus.
Efter en rad ändringar som ledde till att Lee och Huang lämnade, bestämde sig de återstående medlemmarna för att döpa om bandet till "No Party for Cao Dong" 2014, och värvade FUBAR-frontmannen Sam Cheng och Leo Liu för att fylla bas- respektive trumplatserna. Bandet laddade sedan upp sina originallåtar "Old Zhang", "Grisly Me" och "Fifty" på Internet. Runt denna tid blev Cheng inkallad till militärtjänst, vilket ledde till bandets uppehåll i nästan ett år. Under denna period började bandet att anta en ny attityd till sina senare verk och tanken av att göra musik på heltid, och de rekryterade därför i början av 2015 Taipei National University of the Arts-utexaminerade Sam Yang för att ta Chengs plats på bas.

### 2015–2017:The Servileoch ökad popularitet
2015 släppte bandet själv en EP som sålde slut på en enda dag. Den 20 maj höll de sin första stora konsert, med titeln "We Were All Born to Our Mothers". Från och med september samma år såldes biljetter snabbt slut till deras föreställningar på olika små arenor. Samma år filmade de sin första musikvideo "Wayfarer".
2016 släppte bandet sitt första studioalbum, The Servile som fick stor uppmärksamhet bland professionella kritiker efter att de växte fram som en "dark horse" i Taiwans musikscen. Den 21 maj höll de sin andra stora konsert "We Were All Born to Our Mothers 2.0", som markerade debuten för trummisen Fan Tsai efter att Liu lämnat bandet för att fokusera på att producera musikvideor. Tsai, en barndomsvän till Chan, var tidigare trummis för postrockbandet Triple Deer. Den 29 oktober vann de tre priser, inklusive bästa band och bästa nykomling, vid 7:e Golden Indie Music Awards.
Den 24 juni 2017 vann bandet totalt tre priser vid 28:e Golden Melody Awards, nämligen bästa musikgrupp, bästa nya artist och årets låt för deras låt "Simon Says".

### 2019–nutid: Internationell framgång och Fan Tsais död
Bandet spelade på SXSW och NXNE 2019. De skrev och spelade in titellåten till videospelet Devotion av Red Candle Games 2019.
Bandet hade anspelat på släppet av ny musik med en livestream som skulle ha börjat den 6 mars 2020. Detta avbröts dock, och deras senaste album som var planerat att släppas i början av 2020 fördröjdes ytterligare på grund av Covid-19-pandemin.
2021 planerade bandet att hålla sin konsert "We Were All Born to Our Mothers 6.0" för första gången på Taipei Arena den 22 maj. Även om 11 000 biljetter såldes slut på mindre än en minut sköts det upp på obestämd tid på grund av Covid-19-pandemin. Den 30 oktober hittades trummisen Fan Tsai död vid 26 års ålder på ett karantänhotell i Taipei City efter bandets återkomst från Kina där de hade genomfört en konsertturné. Hennes karantänsperiod skulle ursprungligen upphöra den 8 november och mord uteslöts eftersom det inte fanns något tecken av intrång på platsen, något självmordsbrev hittades heller inte. Efter mycket diskussion meddelade de återstående bandmedlemmarna den 25 november att "We Were All Born to Our Mothers 6.0" skulle ställas in helt och hållet.
Den 20 maj 2023 släpptes deras andra studioalbum The Clod.

## Diskografi

### Studioalbum
| Titel       | Albumsdetaljer                                                                  |
| ----------- | ------------------------------------------------------------------------------- |
| The Servile | - Släppt: 30 april 2016 - Skivbolag: Rocksurf - Format: Digital nedladdning, CD |
| The Clod    | - Släppt: 20 maj 2023 - Skivbolag: BHappy - Format: Digital nedladdning, CD     |